# Hugo Félix
Hugo Félix Sequeira (Viseo, Portugal, 3 de marzo de 2004) es un futbolista portugués que juega de centrocampista en el S. L. Benfica "B" de la Segunda División de Portugal.

## Primeros años
Nacido en Viseo, pasó sus primeros años de carrera en el F. C. Porto, antes de fichar por el S. L. Benfica en 2015.

## Trayectoria
Tras vincularse definitivamente a las categorías inferiores del Benfica en 2016, firmó su primer contrato profesional en julio de 2020.
Es considerado uno de los mejores jugadores jóvenes del club lisboeta, tras sus estelares actuaciones en las categorías inferiores del Benfica, y se le augura que se convertirá en un futbolista de talla mundial. Ha sido incluido en la lista "Next Generation" de The Guardian para 2021, que destaca a los mejores jugadores jóvenes del mundo.

## Selección nacional
Ha representado a Portugal en la selección juvenil.

## Vida personal
Es hermano del también futbolista profesional João Félix, actualmente jugador del Chelsea F. C.

## Estadísticas

### Clubes
Actualizado al último partido disputado el 3 de noviembre de 2024.
| Club                       | Div.          | Temporada     | Liga  | Liga  | Copas nacionales | Copas nacionales | Copas internacionales | Copas internacionales | Total | Total |
| Club                       | Div.          | Temporada     | Part. | Goles | Part.            | Goles            | Part.                 | Goles                 | Part. | Goles |
| -------------------------- | ------------- | ------------- | ----- | ----- | ---------------- | ---------------- | --------------------- | --------------------- | ----- | ----- |
| S. L. Benfica "B" Portugal | 2.ª           | 2021-22       | 1     | 0     | —                | —                | —                     | —                     | 1     | 0     |
| S. L. Benfica "B" Portugal | 2.ª           | 2022-23       | 1     | 0     | —                | —                | —                     | —                     | 1     | 0     |
| S. L. Benfica "B" Portugal | 2.ª           | 2023-24       | 27    | 2     | —                | —                | —                     | —                     | 27    | 2     |
| S. L. Benfica "B" Portugal | 2.ª           | 2024-25       | 9     | 0     | —                | —                | —                     | —                     | 9     | 0     |
| S. L. Benfica "B" Portugal | Total club    | Total club    | 38    | 2     | 0                | 0                | 0                     | 0                     | 38    | 2     |
| Total carrera              | Total carrera | Total carrera | 38    | 2     | 0                | 0                | 0                     | 0                     | 38    | 2     |